# Gérard VII de Holstein-Rendsbourg
Gérard VII de Holstein-Rendsbourg (né en 1404 mort le 24 juillet 1433 à Emmerich am Rhein) il fut comte de Holstein-Rendsbourg et prétendant au duché de Schleswig, sous le nom de « Gérard III ».

## Famille
Gérard VII est le fils cadet de Gérard VI et de son épouse Catherine-Élisabeth de Brunswick-Lunebourg. Il succède à son père conjointement avec ses frères Adolphe XI de Holstein et Henri IV de Holstein-Rendsbourg. 
Pendant la guerre entre le royaume de Danemark et la Ligue Hanséatique entre 1426 et 1435, Gérard et ses frères ainés Henri IV et Adolphe XI, combattent aux côtés de la Ligue Hanséatique contre les Danois.  En 1428, il commande la flotte qui attaque  Flensbourg et bombarde Copenhague. En 1427, Gérad VII son frère et Adolphe XI s'emparent conjointement du duché de Schleswig après la mort de Henri IV.

## Scandale domestique
Le 2 juin 1432, Gérard VII épouse  Agnès de Bade (en), la fille de Bernard Ier de Bade. Le 15 janvier 1433, elle donne naissance au château de Gottorf à des enfants jumeaux parfaitement à terme Henri et Catherine.  Il est clair pour tout le monde qu'elle devait déjà être enceinte au moment de leur mariage ce qui provoque des rumeurs sur la paternité des enfants qui ne pouvaient  pas être de Gérard VII. Afin d'arrêter les spéculations sur sa paternité, en février Gérard VII déclare devant sa cour et se chevaliers à Gottorf qu'il avait secrètement couché avec Agnès avant leurs noces et qu'elle était alors vierge. Afin de faire taire les rumeurs persistantes le duc Gérard VII réaffirme solennellement dans la cathédrale de Schleswig lors d'une assemblée des États devant le clergé et la noblesse, qu'il avait secrètement « connu » la mère avant leur noces. Ses dires sont confirmés par des dames de la cour et des médecins et que dans ce contexte les enfants étaient bien les siens et Henri avait la légitimité pour devenir son héritier et son successeur dans ses possessions. Adolphe XI est contraint de soutenir ces déclarations. Ce scandale est connu sous le nom du Calamité des jumeaux de Gottorf en allemand Zwillingssturz von Gottorf.

## Décès
Gérard VII souffrait d'une maladie pulmonaire. En février 1433, son état s'aggrave  et ses docteurs ne peuvent plus rien faire pour lui. Gérard VI et Agnès décident de se rendre aux eaux thermales de Baden-Baden. Pendant qu'ils s'y rendent son état se dégrade  encore et à Cologne, ils décident de retourner dans leurs domaines. Gérard VII meurt le 24 juillet 1433, pendant le voyage de retour et il est inhumé à Emmerich am Rhein.
Adolphe XI refuse alors de remettre à Agnès son douaire et même qu'elle revienne dans ses domaines sous prétexte du récent scandale et que sa dot n'a pas été versée. Elle n'a pas d'autre choix que de retourner dans le pays de Bade et ne revoit jamais ses enfants. Les jumeaux, Henri et Catherine, meurent jeunes dans des circonstances troubles. Henri se noie dans la Schlei peu après et Catherine entrée au prieuré de Preetz comme nonne disparait. Les deux enfants ont sans douté été assassinés.